# Hans Werner
Hans Jacobus Werner (Amersfoort, 17 december 1932 – Thailand, 27 juni 2000) was een Nederlandse schrijver van kinderboeken en reisverhalen alsmede cartoonist en journalist.

## Levensloop
Werner schreef vele kinderboeken. Zijn werk kenmerkte zich door een fantasievol, vaak lyrisch taalgebruik vol details, het serieus nemen van de jeugdige lezer en die meevoeren in een wereld die van realiteit naar sprookje liep. Zijn vaste illustrator van een aantal boeken was N.J. Hiemstra, die ook de artistieke verantwoordelijkheid droeg voor de typografie, die aansloot bij de inhoud van de boeken. Werner gebruikte in zijn boeken bestaande sprookjesthema's en bewerkte bestaande volksverhalen. Tevens schreef hij voor volwassenen reisverhalen over zijn ervaringen in het buitenland. Werner tekende ook cartoons en reisde over de hele wereld.
Hij werkte in brouwerijen en fabrieken, was leraar Engels in Athene, werkte in een kibboets in Israël en als ladingklerk op schepen.
Gedurende twintig jaar van zijn leven woonde hij met zijn vrouw, Henriëte en zijn kinderen, Marcus, Nellie en Micha op Cyprus. Daarna bracht hij de rest van zijn leven door in Thailand, waar hij stierf in 2000.

## Werk
- Mattijs Mooimuziek (1967) kinderboek (bekroond als kinderboek van het jaar)
- Van een sneeuwman de benen nam (1968, uitgeverij Van Goor)
- Geen tijd voor toerisme 1968 reisverhalen, uitgeverij Kosmos, Amsterdam, 126 pagina's
- Marcus Napoleon (1968) kinderboek, uitgeverij West-Friesland, Hoorn, 116 pagina's
- Weg met de afsluitdijk 1969, verhalen met eigen cartoons, uitgeverij van Holkema en Warendorf, Bussum, 119 pagina's
- De vruchten van vroeger en andere sprookjes (1969) sprookjes, uitgeverij West-Friesland, Hoorn
- De Schriften (1970), uitgeverij Paul Brand, Bussum
- De fonteinen van Rome (1970), uitgeverij Van Holkema en Warendorf, Bussum
- De zoon van de gondelier (1971) kinderboek, uitgeverij Deltos Elsevier
- Per Ezel door Griekenland (1971), met illustraties van de schrijver, uitgeverij Kosmos, Amsterdam, 151 pagina's
- De glorie van Holland (1971), uitgeverij Van Holkema en Warendorf, Bussum
- De laatste ridder (1972) kinderboek, uitgeverij Deltos Elsevier
- Sprookjes en vertellingen uit Rusland (1972) sprookjes
- Gaatjes in de regenboog (1973) kinderboek, uitgeverij Deltos Elsevier
- De wind in de wieken (1974), uitgeverij Deltos Elsevier
- Het apepakje (1975), uitgeverij Deltos Elsevier
- Mobi en de regendieren (1983) kinderboek, uitgeverij West-Friesland, Hoorn
- Verzetsjongen (1983) kinderboek, Leopold (Kluwer-prijs 1985)
- Paganini's dochter (1984) kinderboek, uitgeverij Leopold
- Het spoor van de komeet (1985) kinderboek, uitgeverij Leopold
- De Tubals in Amerika (1986) kinderboek, uitgeverij Leopold
- Columbia en de strijd tegen de slavernij (1987), uitgeverij Leopold
- Sindbad de Zeeman (1987) kinderboek, uitgeverij Leopold
- Thailand en de Thais (1989), uitgeverij IVIO
- Maleisië (1990), uitgeverij IVIO
- Las Casas en het dagboek van Columbus (1992), uitgeverij IVIO
- Onderin Azië (1992), uitgeverij IVIO
- Een ring in Thailand (1992) reisverhalen, uitgeverij Leopold
- Het vriendje van de admiraal (1992) kinderboek, uitgeverij Van Reemst
- De ontdekking van Amerika (1992), ISBN 90-6168-352-1, uitgeverij SUN
- Chinezen buiten China (1993, uitgeverij IVIO
- Bolletjes uit Thailand (1995) reisverhalen, uitgeverij Leopold
- De Chinese familie (1995), reisverhalen, uitgeverij De Fontein, 133 pagina's
- Confucius 1996, uitgeverij IVIO
- Misdaad met een Glimlach 1998, uitgeverij De Fontein